# 司祭
司祭（しさい、英語: Priest、ラテン語: Sacerdos, Presbyter、ギリシア語: Ιερέας, Πρεσβύτερος）とは、キリスト教における聖職者の位階の一つ。正教会、東方諸教会、カトリック教会、聖公会に存在する。
プロテスタントには、「万人祭司」の教理により司祭がおらず、指導者（教役者、教職者）として牧師がいる。

## 教派ごとの比較対照

### 呼称と役職の教派別対照表
以下の対照表は教派ごとに異なる聖職者、教役者の呼称についてのものであるが、そもそも司祭と牧師は位置づけ・理解が異なるものであり、日本語以外の言語でも異なる名称が用いられている。他言語では同じ言葉を使っていても、日本語では教派ごとに別の訳語を用いているようなもの（例: 英語の"deacon"につき、正教会は「輔祭」、カトリック教会は「助祭」、聖公会は「執事」の訳語をあてている）とは違い、例えば英語では牧師は"Pastor"であり、司祭は"Priest"である。Pastorはカトリック教会では主任司祭であることにも、両者について等しい役割を持つ者とは捉えられていないことが表れている。
| 教派      | 正教会   | カトリック教会 | 聖公会                 | プロテスタント  | 学校に喩えると |
| --------- | -------- | -------------- | ---------------------- | --------------- | -------------- |
| 職位/資格 | 司祭     | 司祭           | 司祭                   | （正教師）      | 教諭           |
| 役職      | 管轄司祭 | 主任司祭       | 牧師 （Rector, Vicar） | 牧師 （Pastor） | 担任           |
| 呼称      | 神父     | 神父           | 司祭/先生/ 師/（神父） | 牧師/先生/師    | 先生           |

1. ↑  日本基督教団などにおいて[1]。聖職位ではなくあくまで「資格」であり、概念は司祭（Priest）とは全く異なる。
2. ↑  聖公会における「牧師」の概念および原語（Rector, Vicar）はプロテスタントの牧師（Pastor）とは異なり、一個教会の司牧責任者たる司祭または主教のことを指す。
3. ↑  聖公会における「牧師（Rector, Vicar）」が一時的な「役職」であるのに対して、プロテスタントにおける「牧師（Pastor）」は基本的には一生保たれる、「職位」に近い面もある[2][3]。
4. ↑  コンスタンティノープル総主教庁系列などの一部の正教会では輔祭の敬称としても用いられる[4]。
5. ↑  聖公会の司祭やプロテスタント教会の牧師が「先生」という敬称で呼ばれるのはあくまで口頭の呼びかけなど非公式な敬称であるが、カトリック教会において神父という敬称は公の文書などにも用いられる正式な敬称である[5]。
6. 1 2  かしこまった文書において、名前の後に敬称として付加する。
7. ↑  英語圏では神父を意味する「Father」という敬称は比較的広く使われる[6]が、日本では稀で、修道司祭を神父と呼ぶケースにほぼ限られる[7][8]。

### 妻帯（結婚）の可否・女性司祭の有無

#### 結婚（妻帯）可否の正教会・カトリック教会・聖公会対照表
| 結婚（妻帯）可否の正教会・カトリック教会・聖公会対照表                  | | |                                     |
| -                                                                       | 正教会 | カトリック教会                                                                                            | 聖公会                              |
| 教区司祭（在俗司祭） （街の教会でサクラメント執行、信徒の指導にあたる） | 妻帯可 （ただし、結婚は司祭の一つ手前、輔祭に叙聖される前にしなければならず、従って司祭になってからの結婚は不可）                                                                           | 妻帯不可 （東方典礼カトリック教会の司祭、および聖公会などから改宗した司祭には妻帯が認められる例外がある） | 妻帯可 （司祭となった後でも結婚可） |
| 修道司祭 （修道院でサクラメント執行、修道士・信徒の指導にあたる）       | 妻帯不可 （ただし、妻帯司祭が子の成長後に、配偶者との同意を経て夫婦で修道士・修道女になり、それぞれ修道院に入る場合や、配偶者と死別した者が修道司祭になった場合等、結婚歴はある場合がある） | 妻帯不可                                                                                                  | 妻帯不可                            |

プロテスタントには万人祭司の教理をもとに司祭制度はないため、対照表には司祭制度を持つ正教会・カトリック教会・聖公会についてのみ含まれている。司祭と比較される事が多いプロテスタントにおける教役者である牧師は妻帯が可能。
「神父は結婚できない」といった記述が様々な媒体で散見されるが、不十分な説明である。カトリック教会の神父（司祭）は妻帯出来ないが（一部に例外あり）、正教会の神父（司祭）は神品 (正教会の聖職) になる前（司祭の前段階である輔祭になる前）であれば結婚でき、その上で結婚生活・家庭生活を営む事は出来る（上記対照表および下記比較詳細参照）。従って正教会の司祭は、輔祭になる前に結婚するかしないかを決心しなければならない。

#### 各教派の比較詳細
正教会 - 叙聖前であれば妻帯可。
- 男性のみが司祭職に就く。呼称は神父。

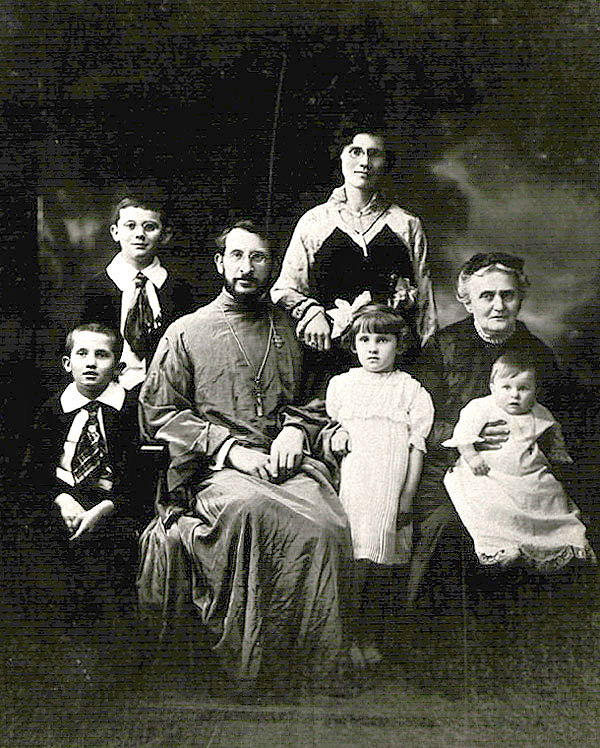
リヤサを着用し、妻子ら家族と共に写って居る正教会の司祭の写真（1910年代から1920年代）。

- 聖職者（神品）のうち、輔祭・司祭には妻帯が許されている。
- ただし正教会では輔祭・司祭・主教という順序を経て叙聖されていくが（生涯輔祭、もしくは司祭を務める者がほとんどであり、主教となる者は少ない）、結婚（婚配機密）は輔祭叙聖前に受けなければならない。
- 離婚は許されず、離婚した場合は神品職を解かれる。死別等の理由であっても、司祭の再婚は許されない。
- 独身で輔祭となった者は生涯独身を維持する。万が一結婚する場合には、神品職を解かれる。
- 正教会では在俗司祭のほとんどが妻帯している（死別した場合はそのまま独身）。これに対し修道司祭は修道士なので独身を維持している。
- 主教は修道士から選ばれるため、必然的に独身（ただし、妻と死別した後に修道院に入り、その後主教となる例[注 1]や、夫が司祭である夫婦が修道司祭・修道女となり、その後夫が主教となる例もある）。

カトリック教会 - 一部例外を除き妻帯不可。
- 男性のみが司祭職に就く。呼称は神父。
- 教区司祭であるか修道司祭であるかを問わず叙階前も叙階後も独身。司教職も独身。
- 助祭もかつては独身者のみであったが、近年は妻帯した終身助祭職が設けられている。
- 東方典礼カトリック教会（正教会と同様に叙階前になされた婚姻によるもののみ）、および聖公会から改宗した司祭に対しては、妻帯が例外的に認められている。

聖公会 - 司祭となった後も妻帯可。女性司祭・女性主教は教区による。
- 教区によっては女性司祭・女性主教を認めている。呼称は先生など。
- 修士・修道司祭を除き妻帯可。司祭按手後の婚姻も可。

プロテスタント
- プロテスタントには、万人祭司の教理により司祭がおらず、教役者・教職者として牧師がいる。牧師は妻帯可。女性牧師を認めるかどうかは教派による。

## 教派ごとの詳細

### 西方教会

#### カトリック教会

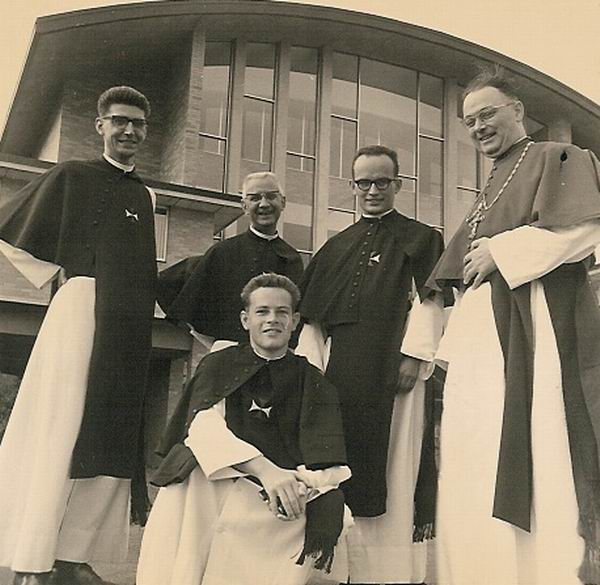
カトリック司祭 オランダ、1964年

カトリック教会において、司祭とは司教・司祭・助祭と三つある聖職位階のうちの一つ。既に助祭に叙階されている者が、叙階の秘跡の中で司教の按手を受けることで司祭に叙階される。一般には神父という敬称で呼ばれる。
司祭はミサをはじめとする秘跡を執り行うが、男性に限られ、終生独身であることが求められる（西方典礼のカトリック教会では古代以来、伝統的に独身制をとっているが、特殊な例として東方典礼のカトリック教会や聖公会などからの改宗者の司祭の場合、司教の特別な許可によって妻帯が認められる事がまれにある）。司祭は、教区に籍を置いて小教区（教会）で暮らす教区司祭と、修道会に属して修道院で生活する修道司祭に分けられる。修道司祭は清貧、貞潔、従順の三つの修道誓願をたてている。
一般に、教会（小教区）には主任司祭がおり、教会の規模によっては主任司祭を補佐する助任司祭がいることがある。教区司祭は修道者のように清貧の誓願をたてたり、共同生活を送る義務はなく、教区管轄の司祭館や教会（小教区）で生活することが多い。修道会に属する司祭の場合は、修道院内で共同生活をしながら小教区や学校、諸施設などで司牧活動を行う。
司祭の独身制については、緩和を求める声もカトリック教会内部に存在する。現実に結婚により司祭を辞めていくものも相当数いるとされる。一方で、家族を養う必要がないことで司祭としての活動に集中できることや、司祭が妻帯しないことで、信徒が司祭の家族の生活を支える負担をしなくてよいことなど、独身制の利点を指摘する声もある。

#### 聖公会

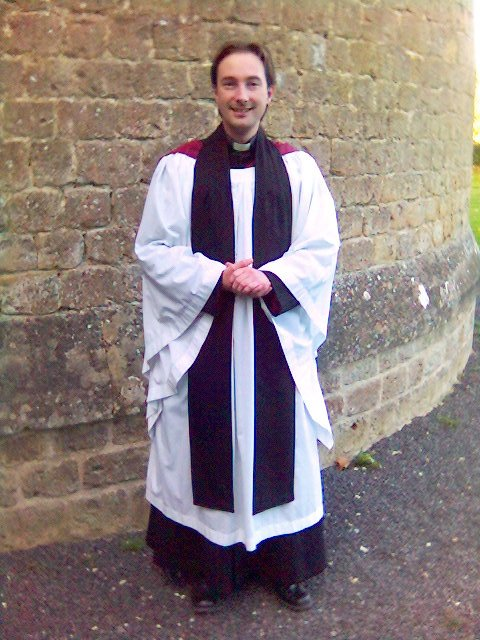
聖公会の司祭

聖公会における聖職者の職位の一つ。執事が主教から聖職按手を受けて司祭になる。司祭以上の聖職位の者は聖餐式（ユーカリスト）を執行することが出来る。
各個教会の司牧責任者たる司祭（または主教）は「牧師」（Rector, Vicar）と呼ばれるが、これはカトリック教会における主任司祭に相当する役職名であり、プロテスタントにおける「牧師」（Pastor）とは語源も概念も全く異なる語である。肩書きとしては、「○○教会牧師　司祭　教名　姓・名」と表記する。また、同じ漢字文化圏でも、大韓聖公会では「牧師（목사）」という語は用いられない。つまり、日本聖公会特有の訳語である。
聖職者（主教・司祭・執事）の按手・叙任は「聖奠的諸式」（Sacramental Rites）すなわち聖奠（サクラメント）に準ずる神秘的儀礼とされ、「魂の刻印」と見なされるため、教会での教導職を退いたのちも、原則的に逝去するまでその地位は保たれる。それに対して、「牧師」はあくまで役職であるため、任が解かれたら牧師ではなくなる。
司祭に対する呼称は、そのまま「司祭」、あるいは「先生」と呼ぶことが多い。かしこまった文書においては、職位・教名・姓名の後に「師」という敬称を付加する。英語圏では神父を意味する「Father」という敬称は比較的広く使われるが、日本では稀で、修道司祭を神父と呼ぶケースにほぼ限られる。一方、ハイ・チャーチの影響が強い大韓聖公会では「神父（신부）」という敬称が広く使われており、「女性神父（여성 신부）」なる語さえある。（ただし、韓国語では「婦」も「父」と同じ発音・同じハングル表記である。）
聖公会の司祭は妻帯が認められている（修道司祭を除く）。また、ここ数十年の間の変革であるが、女性の聖職者への按手・叙任も認められつつある（女性聖職者を拒絶している管区・教区もある）。

### 東方教会

#### 正教会

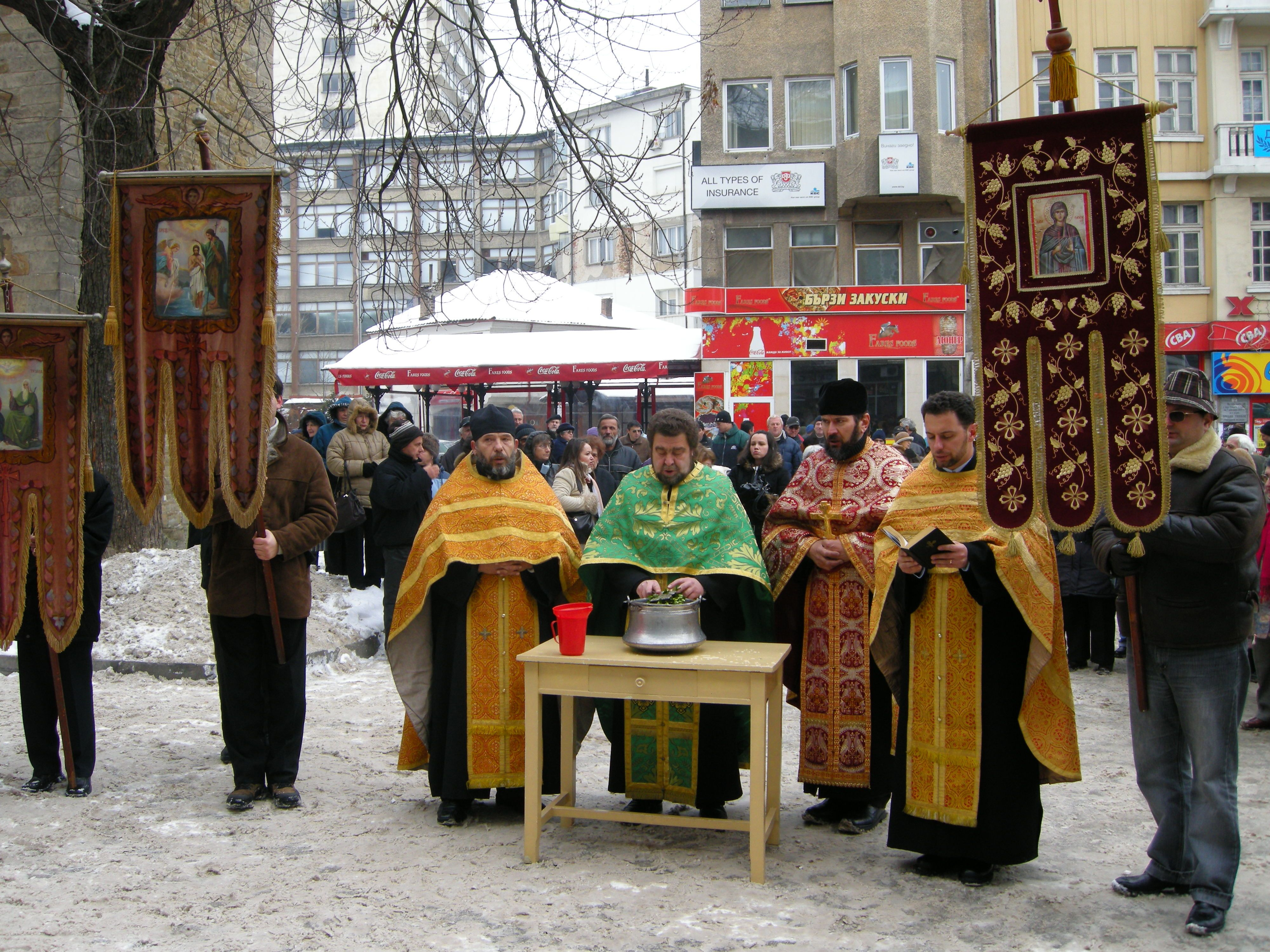
ブルガリア正教会の司祭（中央の4人）。大聖水式の光景。リヤサの上からフェロン、エピタラヒリ、ポルーチを着用している。写真の司祭のような祭服着用は、写真撮影の為などの僅かな例外を除き、基本的には奉神礼の中でのみ行われる。映画「セイント」等、西欧・米国・日本の各種媒体・作品に於いて、祭服を完備した状態で世俗の集会に出席する正教会聖職者の姿が描かれている例が散見されるが、実際にはそのような事はまずない。

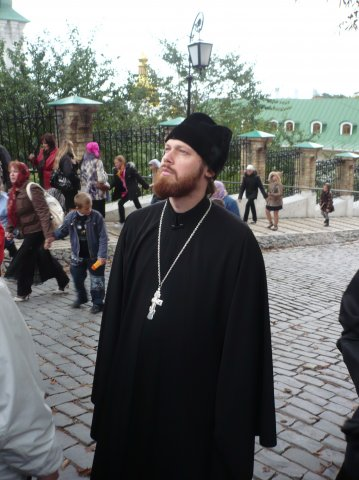
ロシア正教会の典院。リヤサを着用し、十字架を胸にかけただけの、奉神礼の場面以外での簡素な普段の姿。

##### 概要
正教会における神品 (正教会の聖職) の職分のひとつ。主教による神品機密を受け司祭に叙聖されてその任に就く。敬称は神父。
司祭は主教から教会の牧会と機密を執行する権能を委任され、輔祭の補助を受けてこれを行う（機密のうち神品機密を行う権能は主教のみに属するものであり、司祭には委任されていない）。
叙聖の対象は輔祭であり、司祭になる前には必ず輔祭への叙聖を経ていなくてはならない。そのため、輔祭でない者が司祭に選ばれた場合であっても、輔祭としてまず叙聖され、数日以上の時を置いてから司祭に叙聖される。
正教会の司祭は在俗司祭（白教衆の一員）と修道司祭（修道教衆の一員）に分けられる。正教会外の学界等では白教衆を「白僧」、修道教衆を「黒僧」と呼び分けることがあるが、日本正教会でこの語彙が使われる事は皆無である。在俗司祭と修道司祭の間で、執行する機密に差異は無い。

##### 在俗司祭とその妻帯
在俗司祭はその功績によって上位の長司祭 (archpriest) や首司祭 (protopresbyter) に昇叙される。
在俗司祭には妻帯が許されるが、結婚を望む者は輔祭に叙聖される前に婚姻をしなければならない。そして再婚することはできない。また再婚者が司祭になることも禁止される。正教会においては、在俗司祭のほとんどが妻帯している。

##### 修道司祭
修道司祭は修道士が司祭に任じられたものであり、独身を義務付けられる。在俗司祭が修道誓願を立てて修道司祭となることもあるが、未婚であるか、若しくは配偶者と死別していることが条件である。
修道司祭のみが主教に選出される資格を持つ。しかしながら、事情や状況でどうしても配偶者を持つ司祭を主教に叙聖する必要がある場合、配偶者が事情を汲んで同意すれば婚姻を解消し、修道士の誓願を立てることが教会法で許されている。なお、この場合には元配偶者にも修道誓願を立てて修道院に入ることが求められる。日本ハリストス正教会では、第二次大戦中、官警の圧力によって引退を余儀なくされたセルギイ・チホミーロフ府主教に代わって、妻帯の在俗司祭だった長司祭イオアン小野帰一師を主教に選立するときにこの特例を適用した。小野神父は夫人との婚姻を解消し、主教ニコライ小野帰一として叙聖された。
また、修道司祭は典院 (hegumen) 、掌院 (archimandrite) の順に昇叙された後、主教に叙聖される。この位階はロシア正教会や日本ハリストス正教会の例であり、ギリシャ正教会など、他の正教会では多少異なる部分がある。
日本に正教を伝えた聖ニコライは日本初渡航当時、ロシア正教会の修道司祭であり、かつ宣教師として日本の宣教に当たった。「亜使徒」「成聖者」のタイトルを以って列聖されている。

## 司祭の服装例

### 正教会の服装例
- ロシア正教会の典院（高位の修道司祭）。リヤサを着用し、十字架を胸にかけただけの、奉神礼の場面以時以外の服装の一例。
- 祭服を全て着用した司祭の姿。
- リヤサを着用し、妻子ら家族と共に写って居る司祭の写真（1910年代から1920年代）。

### カトリック教会の服装例
- オーストリアのカトリック教会の司祭。ローマンカラー[19]を着け、スータンを着用している。典礼時以外の服装の一例。
- ドイツのカトリック教会の司祭。シャツにローマンカラーを装着し、ブレザーを着用している。典礼時以外の服装の一例。
- 祭服を着用したカトリック教会の司祭（ポーランド）。典礼時の服装の一例。

### 聖公会の服装例
- 両脇の4名はアコライト（侍者）。中央左側の司祭はアルブと白のストールを着用し、中央右側の主教は白のチャジブルと金色のマイター（主教帽）を身に着け、牧杖（パストラル・スタッフ）を持っている。
- 黒いキャソックを着た聖公会の司祭。